# Dracma greca
Dracma greca (in greco ελληνική δραχμή?) era il nome della valuta della Grecia prima dell'introduzione dell'euro. Prendeva il suo nome dall'antica dracma, unità di misura e moneta usata nelle città-Stato greche e nei Regni ellenistici.

## Storia
La dracma moderna nacque nel 1832, subito dopo la conquista dell'indipendenza e l'istituzione del Regno di Grecia.
Nel 1868 la Grecia aderì all'Unione monetaria latina e la dracma divenne uguale nel peso e nel valore al franco francese e alla lira italiana.
Durante l'occupazione della Grecia da parte dell'Asse (1941-1944), un'iperinflazione catastrofica ed il saccheggio nazista del Ministero del tesoro greco resero la dracma praticamente senza valore; nel 1944 le vecchie dracme furono scambiate con le nuove con il rapporto di 50.000.000.000:1.
Presto la nuova valuta è stata svalutata di nuovo; nel 1953, nello sforzo di fermare l'inflazione, la Grecia ha aderito al sistema di Bretton Woods. Nel 1954 le banconote furono ancora scambiate con le nuove, con un rapporto di 1.000:1; la nuova valuta fu legata con un valore di 30 dracme in ragione di 1 dollaro statunitense.
Nel 1973 il sistema di Bretton Woods fu abolito e nei successivi 25 anni il cambio ufficiale declinò gradualmente fino a raggiungere 400 ₯ per 1 $.
La Grecia ha aderito alla Unione Economica e Monetaria europea il 1º gennaio 2001. In quella data anche in Grecia entrò in vigore l'euro, il cui tasso di cambio irrevocabile con la dracma era stato fissato in 340.75 dracme per un euro.
Da quel momento la dracma rimase in vigore solo come espressione non decimale dell'euro, anche se monete e banconote continuavano ad essere denominate in dracme. Per tutte le forme di pagamento "non-fisiche" (trasferimenti elettronici, titoli, ecc.), invece, da quella data si adottò solo l'euro.
Il 1º gennaio 2002, con l'entrata in circolazione delle monete e banconote in euro, si aprì una fase di doppia circolazione: le monete e banconote in dracme vennero ritirate definitivamente il 1º marzo 2002.
Le monete continuarono a essere convertibili in euro fino al 1º marzo 2004, le banconote fino al 1º marzo 2012.

## Conversione in Euro

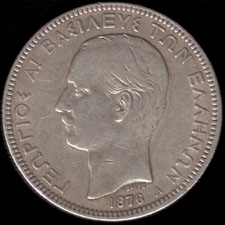
5 dracme del 1876.

Le monete in circolazione al momento dell'adozione dell'euro:
- 50 lepta (0,147 cent)
- 1 dracma (0,293 cent)
- 2 dracme (0,587 cent)
- 5 dracme (1,47 cent)
- 10 dracme (2,93 cent)
- 20 dracme (5,87 cent)
- 50 dracme (14,67 cent)
- 100 dracme (29,35 cent)
- 500 dracme (1,47 euro)

Le banconote in circolazione al momento dell'adozione dell'euro:
- 100 dracme (29,35 cent)
- 200 dracme (58,69 cent)
- 500 dracme (1,47 euro)
- 1.000 dracme (2,93 euro)
- 2.000 dracme (5,87 euro)
- 5.000 dracme (14,67 euro)
- 10.000 dracme (29,35 euro)

## Divisione della dracma
100 lepta = 1 dracma